# Koumyk
Le koumyk est une langue turque parlée dans la république du Daghestan, dans le Caucase russe. Des locuteurs en nombre plus réduit se trouvent dans les républiques fédérées voisines d'Ossétie du Nord, de Tchétchénie et d'Ingouchie. Au recensement soviétique de 1989, 97,4 % des 282 000 personnes s'étant déclarées Koumyks parlaient la langue.

## Classification
Le koumyk appartient au groupe des langues turques kiptchaks.

## Phonologie
Les tableaux présentent les phonèmes vocaliques et consonantiques du koumyk. À gauche se trouvent les phonèmes dans la version modifiée de l'alphabet cyrillique utilisée pour transcrire le koumyk.

### Voyelles
|         | Antérieure  | Centrale | Postérieure |
| ------- | ----------- | -------- | ----------- |
| Fermée  | и [i] ю [y] | ы [ɨ]    | у [u]       |
| Moyenne | e [e] ë [ø] |          | o [o]       |
| Ouverte | a [æ]       | a [a]    |             |

### Consonnes
|                  | Bilabiale | Dentale | Latérale | Palatale | Vélaire | Uvulaire | Pharyng. |
| ---------------- | --------- | ------- | -------- | -------- | ------- | -------- | -------- |
| Occlusive sourde | п [p]     | т [t]   |          |          | к [k]   | къ [q]   |          |
| Occlusive sonore | б [b]     | д [d]   |          |          | г [g]   |          |          |
| Fricative sourde | ф [f]     | c [s]   |          | ш [ʃ]    | x [x]   |          | гь [h]   |
| Fricative sonore | в [v]     | з [z]   |          | ж [ʒ]    | гъ [ɣ]  |          |          |
| Affriquée sourde |           |         |          | ч [tʃ]   |         |          |          |
| Affriquée sonore |           |         |          | дж [dʒ]  |         |          |          |
| Nasale           | м [m]     | н [n]   |          |          | нг [ŋ]  |          |          |
| Liquide          |           | p [r]   | л [l]    |          |         |          |          |
| Semi-voyelle     |           |         |          | й [j]    |         |          |          |